# Fins voetbalelftal (mannen)
Het Fins voetbalelftal is een team van voetballers dat Finland vertegenwoordigt in internationale wedstrijden en competities, zoals de voorrondes voor het WK en het EK. Finland wist zich nog maar een keer voor een eindronde te plaatsen. De bijnaam van het Finse team is Huuhkajat ("de Oehoes"), dit vanwege een incident tijdens het EK-kwalificatieduel Finland–België op 6 juni 2007. Tijdens dat duel vloog een oehoe door het stadion die vervolgens plaats nam op de lat van het Finse doel. De Finnen wonnen het duel en zo ontstond de bijnaam 'Huuhkajat'.

## Geschiedenis

### Vroege jaren
De Finse voetbalbond werd in 1907 opgericht en trad een jaar later toe tot de FIFA, terwijl het land nog onderdeel was van het Russische Rijk. In 1912 deed het mee aan de Olympische Spelen. In de kwartfinales werd nota bene van Rusland gewonnen, maar in de halve finale tegen Groot-Brittannië en in de strijd om het brons tegen Nederland werden duidelijke nederlagen geleden: 4-0 en 9-0. Na de Eerste Wereldoorlog werd Finland een onafhankelijk land.
Voor het WK van 1938 schreef Finland zich voor de eerste keer in. In de eerste vijf WK-cyclussen (1938 t/m 1962) werd van de twintig wedstrijden twee keer gelijkgespeeld, alleen tegen België en Zweden werd er niet verloren. Voor het WK 1966 werd er met 2-0 van Polen gewonnen en voor het WK van 1970 met dezelfde cijfers van Spanje. In 1974 en 1978 eindigde de ploeg voor de eerste keer niet op de laatste plek, het eindigde boven Albanië en Luxemburg.
Finland schreef zich voor de eerste keer in voor het EK in 1968. In de periode 1966-1976 werd er in 18 wedstrijden vier keer gelijkgespeeld, tegen Oostenrijk, Griekenland, Tsjecho-Slowakije en Italië.

### 1978-1994 – Incidentele succesjes
De campagne voor het EK van 1980 begon voor Finland opmerkelijk goed, er werd met 3-0 van Griekenland en met 2-1 van Hongarije gewonnen. De derde wedstrijd was opmerkelijk in negatieve zin: 8-1 verlies tegen Griekenland, de zwaarste nederlaag in een kwalificatiewedstrijd sinds 1958, Uiteindelijk eindigde Finland op een gedeelde tweede plaats met één punt achterstand op Griekenland en één punt voorsprong op de Sovjet-Unie. De bij Beşiktaş JK spelende Atik Ismail scoorde vier doelpunten.
Voor het WK van 1982 en EK 1984 eindigde Finland op de laatste plaats met alleen een overwinning op Albanië en een gelijkspel tegen Polen. Voor het WK van 1986 bleef Finland thuis ongeslagen: er werd gewonnen van Turkije en Noord-Ierland en een gelijkspel tegen Engeland en Roemenië behaald. Finland kwam twee punten op Noord-Ierland tekort om het WK te halen.
In de periode 1986-1994 waren er alleen incidentele succesjes, maar eindigde altijd op de laatste of voorlaatste plaats. voor het EK 1988 won het van Tsjecho-Slowakije met 3-0, voor het WK van 1990 eindigde het boven Wales, in 1992 speelde het thuis gelijk tegen Nederland en voor het WK van 1994 won het van Oostenrijk.

### 1994-2010 – De Litmanen jaren

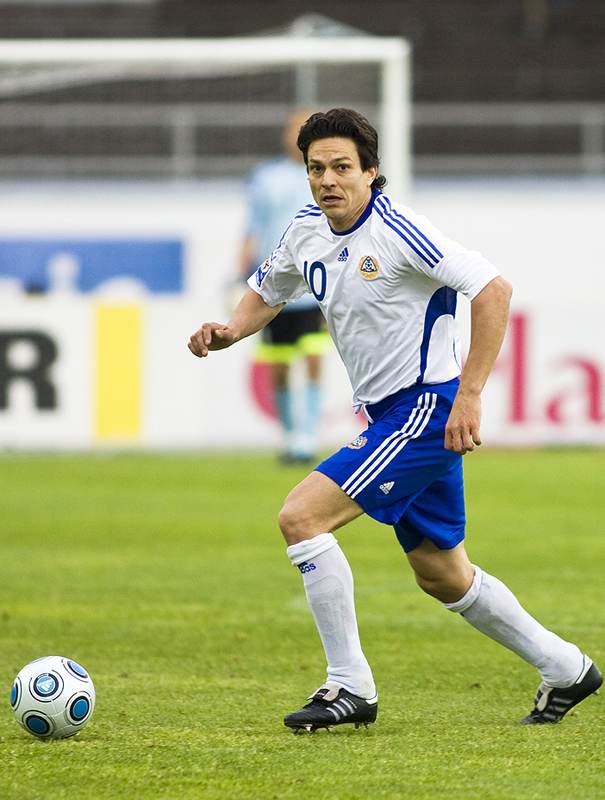
Jari Litmanen

Bij Ajax brak Jari Litmanen door, hij werd een van de sleutelfiguren van het Ajax, dat in 1995 de UEFA Champions League won en in 1996 opnieuw de finale haalde. Hij maakte zijn debuut in het Finse team in 1989 en zou pas in 2010 afscheid nemen. Hij is zowel record-international als record-topscorer. Finland begon de kwalificatie-reeks van EK 1996 met twee nederlagen, tegen Schotland en Griekenland, maar na vijf opeenvolgende overwinningen stond het team bovenaan. De zware wedstrijden moesten echter nog komen en zonder de geblesseerde Litmanen werd met 0-6 thuis van Rusland verloren. De laatste twee wedstrijden, uit tegen Schotland en Rusland, gingen ook verloren en het team eindigde op de vierde plaats.
In 1998 was het team dicht bij kwalificatie voor het WK. Na opnieuw een zwakke start met nederlagen tegen Hongarije en Zwitserland herstelde het team zich, na een uitoverwinning op Zwitserland ging de strijd om een play-offplek achter het ongenaakbare Noorwegen tussen Finland en Hongarije. In een rechtstreeks duel in Helsinki moest Finland winnen. Een doelpunt van de FC Twente spelende Antti Sumiala leek eindelijk voor voetbalsucces te zorgen, maar in blessure-tijd sloeg het noodlot toe, een eigen doelpunt zorgde ervoor, dat Hongarije play-offwedstrijden mocht spelen.
Voor kwalificatie voor het EK in 2000 scoorde Finland alleen goed in een uitwedstrijd tegen Turkije: een 1-3 overwinning met onder andere een doelpunt van Jari Litmanen. De ploeg eindigde als derde met negen en zeven punten achterstand op respectievelijk Turkije en Duitsland.
Kwalificatie voor het WK 2002 leek een onmogelijke opgave met de oud-wereldkampioenen Duitsland en Engeland. In eigen land bleef de ploeg ongeslagen, ook tegen Engeland (0-0) en Duitsland (2-2 na een 2-0 voorsprong). Beste resultaat was een 5-1 overwinning in de thuiswedstrijd tegen Griekenland met twee treffers van Mikael Forssell. In de laatste wedstrijd zorgde een 0-0 gelijkspel in Gelsenkirchen tegen Duitsland ervoor, dat niet Duitsland, maar Engeland zich rechtstreeks plaatste voor het WK. De achterstand op beide grootmachten was vijf punten.
Kwalificatie voor het EK van 2004 was al snel een probleem, want van de eerste vier wedstrijden gingen er drie met 2-0 verloren: uit van Sevië en Montenegro en Italië en thuis van Wales. In de tweede helft herstelde de ploeg zich met name thuis tegen de Serven en Montenegrijnen: 3-0 zege. Finland kwam uiteindelijk drie punten tekort voor de tweede plaats achter Wales en eindigde als vierde.
Voor kwalificatie voor het WK in 2006 was men ingedeeld in een groep met zeven deelnemers. Tegen de sterke tegenstanders {Nederland, Tsjechië en Roemenië kwam de ploeg duidelijk tekort, alle wedstrijden gingen verloren. Dieptepunt was een doelpuntloos gelijkspel tegen Andorra, Finland eindigde als vierde.
Ook voor de voorronde van het EK van 2008 moesten er veel wedstrijden gespeeld worden, men was ingedeeld in een groep van acht deelnemers. Finland hield zich goed staande in een groep met grootmachten als Portugal, Polen, Servië en België. De start was sterk met een uitzege op Polen, waarbij de inmiddels voor Malmö FF spelnde Jari Litmanen twee doelpunten scoorde. Slechts twee wedstrijden gingen verloren, uit tegen Azerbeidzjan en thuis tegen Servië. De meeste topwedstrijden eindigden in een gelijkspel en de ploeg eindigde op een gedeelde derde plaats met drie punten achterstand op Portugal. Meest gedenkwaardige wedstrijd was de thuiswedstrijd tegen België, de wedstrijd moest gestaakt worden, omdat een uil laagvliegend vloog en bleef zitten op de doelpalen. Finland won de wedstrijd met 2-0 dankzij doelpunten van Jonatan Johansson en Aleksej Jerjomenko.
Kwalificatie voor het WK van 2010 was de laatste kans voor Jari Litmanen om een eindronde mee te maken. Tegen Duitsland verspilde het twee keer vlak voor tijd een voorsprong, er werd twee maal met 3-0 verloren van Rusland en men speelde met 1-1 gelijk tegen Liechtenstein. Finland eindigde op de derde plaats met vier en acht punten achterstand op respectievelijk Rusland en Duitsland.

### 2010-heden – Magere jaren tot geschiedenis schrijven
Zowel de kwalificatie's voor het EK 2012 en het WK 2014 waren geen succes, het enige opvallende resultaat was een gelijkspel uit tegen wereldkampioen Spanje. Voor de kwalificatie van het EK 2016 waren er meer mogelijkheden, aangezien de eerste twee plaatsten en de nummer drie naar de play-offs werd doorverwezen. Na vier opeenvolgende nederlagen waren de kansen verkeken en werd de Zweedse coach Hans Backe ontslagen. Uiteindelijk eindigde Finland op de vierde plaats met vier punten achterstand op Hongarije. De kwalificatie voor het WK van 2018 verliep dramatisch met slechts één punt uit zes wedstrijden. In de laatste wedstrijden herstelde Finland zich met een 1-0 zege op IJsland en een 1-1 gelijkspel uit tegen Kroatië. Op vrijdag 15 november 2019 kwalificeerde Finland zich voor het eerst in de geschiedenis voor een groot internationaal toernooi. Het won met 3-0 van Liechtenstein en kwalificeerde zich voor het EK 2020. In groep J werd het tweede achter Italië met nog een wedstrijd te goed. Teemu Pukki was de grote man in de kwalificatie met negen goals in negen wedstrijden, van de totaal 15 goals met nog een wedstrijd te gaan.

## Deelnames aan internationale toernooien

### Wereldkampioenschap
| Wereldkampioenschap voetbal | Wereldkampioenschap voetbal | Wereldkampioenschap voetbal | Wereldkampioenschap voetbal | Wereldkampioenschap voetbal | Wereldkampioenschap voetbal | Wereldkampioenschap voetbal | Wereldkampioenschap voetbal | Wereldkampioenschap voetbal |
| Jaar                        | Ronde                       | Wed.                        | W                           | G                           | V                           | DV                          | DT                          | Kwal                        |
| --------------------------- | --------------------------- | --------------------------- | --------------------------- | --------------------------- | --------------------------- | --------------------------- | --------------------------- | --------------------------- |
| 1930–1934                   | Geen deelname               | Geen deelname               | Geen deelname               | Geen deelname               | Geen deelname               | Geen deelname               | Geen deelname               | Geen deelname               |
| 1938                        | Niet gekwalificeerd         | Niet gekwalificeerd         | Niet gekwalificeerd         | Niet gekwalificeerd         | Niet gekwalificeerd         | Niet gekwalificeerd         | Niet gekwalificeerd         | Niet gekwalificeerd         |
| 1950                        | Niet gekwalificeerd         | Niet gekwalificeerd         | Niet gekwalificeerd         | Niet gekwalificeerd         | Niet gekwalificeerd         | Niet gekwalificeerd         | Niet gekwalificeerd         | Niet gekwalificeerd         |
| 1954                        | Niet gekwalificeerd         | Niet gekwalificeerd         | Niet gekwalificeerd         | Niet gekwalificeerd         | Niet gekwalificeerd         | Niet gekwalificeerd         | Niet gekwalificeerd         | Niet gekwalificeerd         |
| 1958                        | Niet gekwalificeerd         | Niet gekwalificeerd         | Niet gekwalificeerd         | Niet gekwalificeerd         | Niet gekwalificeerd         | Niet gekwalificeerd         | Niet gekwalificeerd         | Niet gekwalificeerd         |
| 1962                        | Niet gekwalificeerd         | Niet gekwalificeerd         | Niet gekwalificeerd         | Niet gekwalificeerd         | Niet gekwalificeerd         | Niet gekwalificeerd         | Niet gekwalificeerd         | Niet gekwalificeerd         |
| 1966                        | Niet gekwalificeerd         | Niet gekwalificeerd         | Niet gekwalificeerd         | Niet gekwalificeerd         | Niet gekwalificeerd         | Niet gekwalificeerd         | Niet gekwalificeerd         | Niet gekwalificeerd         |
| 1970                        | Niet gekwalificeerd         | Niet gekwalificeerd         | Niet gekwalificeerd         | Niet gekwalificeerd         | Niet gekwalificeerd         | Niet gekwalificeerd         | Niet gekwalificeerd         | Niet gekwalificeerd         |
| 1974                        | Niet gekwalificeerd         | Niet gekwalificeerd         | Niet gekwalificeerd         | Niet gekwalificeerd         | Niet gekwalificeerd         | Niet gekwalificeerd         | Niet gekwalificeerd         | Niet gekwalificeerd         |
| 1978                        | Niet gekwalificeerd         | Niet gekwalificeerd         | Niet gekwalificeerd         | Niet gekwalificeerd         | Niet gekwalificeerd         | Niet gekwalificeerd         | Niet gekwalificeerd         | Niet gekwalificeerd         |
| 1982                        | Niet gekwalificeerd         | Niet gekwalificeerd         | Niet gekwalificeerd         | Niet gekwalificeerd         | Niet gekwalificeerd         | Niet gekwalificeerd         | Niet gekwalificeerd         | Niet gekwalificeerd         |
| 1986                        | Niet gekwalificeerd         | Niet gekwalificeerd         | Niet gekwalificeerd         | Niet gekwalificeerd         | Niet gekwalificeerd         | Niet gekwalificeerd         | Niet gekwalificeerd         | Niet gekwalificeerd         |
| 1990                        | Niet gekwalificeerd         | Niet gekwalificeerd         | Niet gekwalificeerd         | Niet gekwalificeerd         | Niet gekwalificeerd         | Niet gekwalificeerd         | Niet gekwalificeerd         | Niet gekwalificeerd         |
| 1994                        | Niet gekwalificeerd         | Niet gekwalificeerd         | Niet gekwalificeerd         | Niet gekwalificeerd         | Niet gekwalificeerd         | Niet gekwalificeerd         | Niet gekwalificeerd         | Niet gekwalificeerd         |
| 1998                        | Niet gekwalificeerd         | Niet gekwalificeerd         | Niet gekwalificeerd         | Niet gekwalificeerd         | Niet gekwalificeerd         | Niet gekwalificeerd         | Niet gekwalificeerd         | Niet gekwalificeerd         |
| 2002                        | Niet gekwalificeerd         | Niet gekwalificeerd         | Niet gekwalificeerd         | Niet gekwalificeerd         | Niet gekwalificeerd         | Niet gekwalificeerd         | Niet gekwalificeerd         | Niet gekwalificeerd         |
| 2006                        | Niet gekwalificeerd         | Niet gekwalificeerd         | Niet gekwalificeerd         | Niet gekwalificeerd         | Niet gekwalificeerd         | Niet gekwalificeerd         | Niet gekwalificeerd         | Niet gekwalificeerd         |
| 2010                        | Niet gekwalificeerd         | Niet gekwalificeerd         | Niet gekwalificeerd         | Niet gekwalificeerd         | Niet gekwalificeerd         | Niet gekwalificeerd         | Niet gekwalificeerd         | Niet gekwalificeerd         |
| 2014                        | Niet gekwalificeerd         | Niet gekwalificeerd         | Niet gekwalificeerd         | Niet gekwalificeerd         | Niet gekwalificeerd         | Niet gekwalificeerd         | Niet gekwalificeerd         | Niet gekwalificeerd         |
| 2018                        | Niet gekwalificeerd         | Niet gekwalificeerd         | Niet gekwalificeerd         | Niet gekwalificeerd         | Niet gekwalificeerd         | Niet gekwalificeerd         | Niet gekwalificeerd         | Niet gekwalificeerd         |
| 2022                        | Niet gekwalificeerd         | Niet gekwalificeerd         | Niet gekwalificeerd         | Niet gekwalificeerd         | Niet gekwalificeerd         | Niet gekwalificeerd         | Niet gekwalificeerd         | Niet gekwalificeerd         |

### Europees kampioenschap
| 1960–1964 | Geen deelname       | Geen deelname       | Geen deelname       | Geen deelname       | Geen deelname       | Geen deelname       | Geen deelname       | Geen deelname       |
| 1968      | Niet gekwalificeerd | Niet gekwalificeerd | Niet gekwalificeerd | Niet gekwalificeerd | Niet gekwalificeerd | Niet gekwalificeerd | Niet gekwalificeerd | Niet gekwalificeerd |
| 1972      | Niet gekwalificeerd | Niet gekwalificeerd | Niet gekwalificeerd | Niet gekwalificeerd | Niet gekwalificeerd | Niet gekwalificeerd | Niet gekwalificeerd | Niet gekwalificeerd |
| 1976      | Niet gekwalificeerd | Niet gekwalificeerd | Niet gekwalificeerd | Niet gekwalificeerd | Niet gekwalificeerd | Niet gekwalificeerd | Niet gekwalificeerd | Niet gekwalificeerd |
| 1980      | Niet gekwalificeerd | Niet gekwalificeerd | Niet gekwalificeerd | Niet gekwalificeerd | Niet gekwalificeerd | Niet gekwalificeerd | Niet gekwalificeerd | Niet gekwalificeerd |
| 1984      | Niet gekwalificeerd | Niet gekwalificeerd | Niet gekwalificeerd | Niet gekwalificeerd | Niet gekwalificeerd | Niet gekwalificeerd | Niet gekwalificeerd | Niet gekwalificeerd |
| 1988      | Niet gekwalificeerd | Niet gekwalificeerd | Niet gekwalificeerd | Niet gekwalificeerd | Niet gekwalificeerd | Niet gekwalificeerd | Niet gekwalificeerd | Niet gekwalificeerd |
| 1992      | Niet gekwalificeerd | Niet gekwalificeerd | Niet gekwalificeerd | Niet gekwalificeerd | Niet gekwalificeerd | Niet gekwalificeerd | Niet gekwalificeerd | Niet gekwalificeerd |
| 1996      | Niet gekwalificeerd | Niet gekwalificeerd | Niet gekwalificeerd | Niet gekwalificeerd | Niet gekwalificeerd | Niet gekwalificeerd | Niet gekwalificeerd | Niet gekwalificeerd |
| 2000      | Niet gekwalificeerd | Niet gekwalificeerd | Niet gekwalificeerd | Niet gekwalificeerd | Niet gekwalificeerd | Niet gekwalificeerd | Niet gekwalificeerd | Niet gekwalificeerd |
| 2004      | Niet gekwalificeerd | Niet gekwalificeerd | Niet gekwalificeerd | Niet gekwalificeerd | Niet gekwalificeerd | Niet gekwalificeerd | Niet gekwalificeerd | Niet gekwalificeerd |
| 2008      | Niet gekwalificeerd | Niet gekwalificeerd | Niet gekwalificeerd | Niet gekwalificeerd | Niet gekwalificeerd | Niet gekwalificeerd | Niet gekwalificeerd | Niet gekwalificeerd |
| 2012      | Niet gekwalificeerd | Niet gekwalificeerd | Niet gekwalificeerd | Niet gekwalificeerd | Niet gekwalificeerd | Niet gekwalificeerd | Niet gekwalificeerd | Niet gekwalificeerd |
| 2016      | Niet gekwalificeerd | Niet gekwalificeerd | Niet gekwalificeerd | Niet gekwalificeerd | Niet gekwalificeerd | Niet gekwalificeerd | Niet gekwalificeerd | Niet gekwalificeerd |
| 2020      | Groepsfase          | 3                   | 1                   | 0                   | 2                   | 1                   | 3                   | (Kwal.)             |
| 2024      | Niet gekwalificeerd | Niet gekwalificeerd | Niet gekwalificeerd | Niet gekwalificeerd | Niet gekwalificeerd | Niet gekwalificeerd | Niet gekwalificeerd | Niet gekwalificeerd |
| Totaal    |                     | 3                   | 1                   | 0                   | 2                   | 1                   | 3                   |                     |

### UEFA Nations League
| 2018–19 | C | 28e | 6 | 4 | 0 | 2 | 5 | 3 | Gestegen |
| 2020–21 | B | 21e | 6 | 4 | 0 | 2 | 7 | 5 | Stabiel  |
| 2022–23 | B | 21e | 6 | 2 | 2 | 2 | 8 | 6 | Stabiel  |

## FIFA-wereldranglijst[2]
| 1993 | 1994 | 1995 | 1996 | 1997 | 1998 | 1999 | 2000 | 2001 | 2002 | 2003 | 2004 | 2005 | 2006 | 2007 | 2008 | 2009 | 2010 | 2011 | 2012 | 2013 | 2014 | 2015 | 2016 | 2017 | 2018 | 2019 | 2020 | 2021 | 2022 | 2023 | 2024 |
| ---- | ---- | ---- | ---- | ---- | ---- | ---- | ---- | ---- | ---- | ---- | ---- | ---- | ---- | ---- | ---- | ---- | ---- | ---- | ---- | ---- | ---- | ---- | ---- | ---- | ---- | ---- | ---- | ---- | ---- | ---- | ---- |
| 45   | 38   | 61   | 79   | 60   | 55   | 56   | 59   | 46   | 43   | 40   | 43   | 46   | 52   | 36   | 55   | 55   | 83   | 86   | 83   | 64   | 70   | 43   | 94   | 66   | 58   | 58   | 54   | 58   | 56   | 59   | 69   |

## Spelersrecords

### Meeste interlands

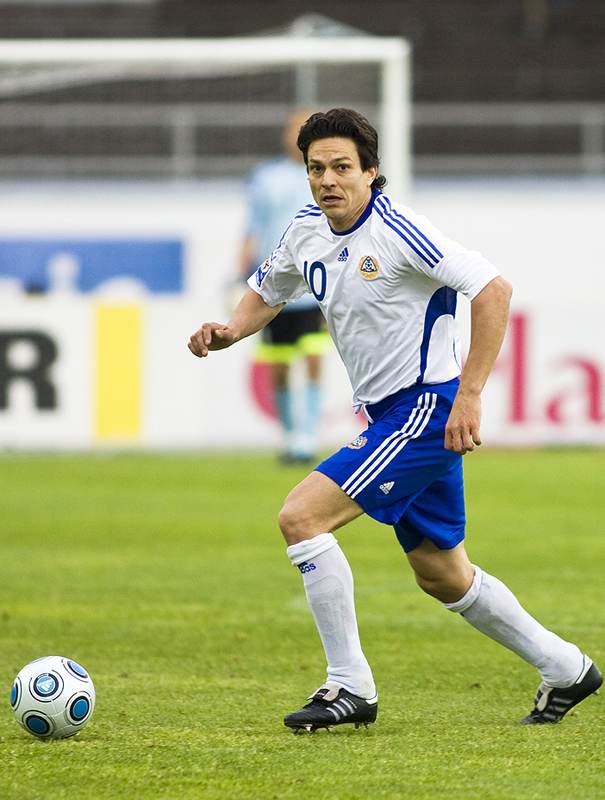
Jari Litmanen speelde de meeste interlands

|    | Naam              | Carrière  | Interlands | Doelpunten |
| -- | ----------------- | --------- | ---------- | ---------- |
| 1  | Jari Litmanen     | 1989–2010 | 137        | 32         |
| 2  | Teemu Pukki       | 2009–     | 122        | 42         |
| 3  | Jonatan Johansson | 1996–2010 | 107        | 22         |
| 4  | Sami Hyypiä       | 1992–2010 | 105        | 5          |
| 5  | Joonas Kolkka     | 1994–2010 | 98         | 11         |
| 6  | Ari Hjelm         | 1983–1996 | 95         | 17         |
| 7  | Lukas Hradecky    | 2010-     | 92         | 0          |
| 8  | Mikael Forssell   | 1999–2014 | 86         | 29         |
| 8  | Erkka Petäjä      | 1983-1994 | 85         | 0          |
| 10 | Tim Sparv         | 2009–2021 | 84         | 1          |

### Top-10 meeste doelpunten
|    | Naam                   | Carrière  | Doelpunten | Interlands | Doelpunt/interland |
| -- | ---------------------- | --------- | ---------- | ---------- | ------------------ |
| 1  | Teemu Pukki            | 2009–     | 42         | 122        | 0,34               |
| 2  | Jari Litmanen          | 1989–2010 | 32         | 137        | 0,23               |
| 3  | Mikael Forssell        | 1999–2014 | 29         | 86         | 0,34               |
| 4  | Jonatan Johansson      | 1996–2010 | 21         | 105        | 0,20               |
| 5  | Ari Hjelm              | 1983–1996 | 17         | 95         | 0,18               |
| 6  | Mika-Matti Paatelainen | 1986–2000 | 17         | 61         | 0,28               |
| 7  | Verner Eklöf†          | 1919–1927 | 17         | 32         | 0,53               |
| 8  | Aulis Koponen†         | 1924–1935 | 16         | 37         | 0,43               |
| 9  | Gunnar Åström†         | 1923–1936 | 16         | 43         | 0,37               |
| 10 | Joel Pohjanpolo        | 2012–     | 15         | 72         | 0,21               |

Bijgewerkt tot: 07-06-2024

## Huidige selectie
Bijgewerkt tot en met 23 maart 2025, de interland tegen  Litouwen in de kwalificatie voor het WK 2026.
| Nr.         | Naam                 | Wed. | Dlpnt. | Club             |
| ----------- | -------------------- | ---- | ------ | ---------------- |
| Doel        |                      |      |        |                  |
| 1           | Lukáš Hrádecký       | 99   | 0      | Bayer Leverkusen |
| 12          | Jesse Joronen        | 20   | 0      | Venezia          |
| 23          | Viljami Sinisalo     | 3    | 0      | Celtic           |
| Verdediging |                      |      |        |                  |
| 2           | Tuomas Ollila        | 5    | 0      | Paris FC         |
| 3           | Daniel O'Shaughnessy | 23   | 1      | HJK              |
| 4           | Robert Ivanov        | 37   | 0      | E. Braunschweig  |
| 5           | Leo Väisänen         | 28   | 0      | Häcken           |
| 5           | Ville Tikkanen       | 0    | 0      | HJK              |
| 11          | Noah Pallas          | 3    | 0      | Vålerenga        |
| 13          | Adam Ståhl           | 3    | 0      | Djurgården       |
| 15          | Miro Tenho           | 6    | 0      | Djurgården       |
| 17          | Nikolai Alho         | 42   | 0      | Asteras          |
| 18          | Jere Uronen          | 72   | 1      | AIK              |
| Middenveld  |                      |      |        |                  |
| 6           | Glen Kamara          | 66   | 2      | Al-Shabab        |
| 8           | Robin Lod            | 76   | 6      | Minnesota United |
| 9           | Fredrik Jensen       | 34   | 8      | Augsburg         |
| 11          | Rasmus Schüller      | 79   | 0      | Djurgården       |
| 14          | Kaan Kairinen        | 21   | 1      | Sparta Praag     |
| 16          | Matti Peltola        | 16   | 0      | D.C. United      |
| 22          | Anssi Suhonen        | 10   | 0      | Jahn Regensburg  |
| Aanval      |                      |      |        |                  |
| 7           | Oliver Antman        | 20   | 7      | Go Ahead Eagles  |
| 10          | Teemu Pukki          | 129  | 42     | HJK              |
| 19          | Benjamin Källman     | 29   | 7      | Cracovia         |
| 20          | Joel Pohjanpalo      | 79   | 17     | Palermo          |
| 21          | Daniel Håkans        | 12   | 4      | Lech Poznań      |

## Bekende spelers
- Peter Enckelman
- Mikael Forssell
- Markus Heikkinen
- Juha Hakola
- Sami Hyypiä
- Jussi Jääskeläinen
- Jonatan Johansson
- Joonas Kolkka
- Shefki Kuqi
- Pekka Lagerblom
- Mika Lipponen
- Tim Sparv
- Jari Litmanen
- Antti Niemi
- Petri Pasanen
- Aki Riihilahti
- Paulus Roiha
- Janne Saarinen
- Daniel Sjölund
- Antti Sumiala
- Hannu Tihinen
- Mika Väyrynen

## Statistieken
- Bijgewerkt tot en met het duel tegen  Griekenland (0-2) op 17 november 2024.

### Van jaar tot jaar
| Jaar | Wedstrijden | Wedstrijden | Wedstrijden | Wedstrijden | Doelpunten | Doelpunten | Doelpunten | Punten |
| Jaar | Duels       | Winst       | Gelijk      | Verlies     | Voor       | Tegen      | Saldo      | Punten |
| ---- | ----------- | ----------- | ----------- | ----------- | ---------- | ---------- | ---------- | ------ |
| 1911 | 1           | 0           | 0           | 1           | 2          | 5          | −3         | 0.000  |
| 1912 | 5           | 2           | 0           | 3           | 6          | 23         | −17        | 0.800  |
| 1914 | 1           | 0           | 0           | 1           | 3          | 4          | −1         | 0.000  |
| 1919 | 2           | 0           | 1           | 1           | 3          | 4          | −1         | 0.500  |
| 1920 | 3           | 2           | 0           | 1           | 7          | 4          | +3         | 1.333  |
| 1921 | 5           | 2           | 1           | 2           | 13         | 9          | +4         | 1.000  |
| 1922 | 4           | 1           | 0           | 3           | 13         | 14         | −1         | 0.500  |
| 1923 | 7           | 2           | 0           | 5           | 14         | 19         | −5         | 0.571  |
| 1924 | 6           | 3           | 0           | 3           | 15         | 12         | +3         | 1.000  |
| 1925 | 8           | 1           | 2           | 5           | 12         | 20         | −8         | 0.500  |
| 1926 | 6           | 2           | 1           | 3           | 13         | 19         | −6         | 0.833  |
| 1927 | 4           | 1           | 0           | 3           | 7          | 12         | −5         | 0.500  |
| 1928 | 4           | 0           | 1           | 3           | 5          | 13         | −8         | 0.250  |
| 1929 | 7           | 2           | 1           | 4           | 7          | 22         | −15        | 0.714  |
| 1930 | 5           | 0           | 1           | 4           | 7          | 23         | −16        | 0.200  |
| 1931 | 5           | 3           | 1           | 1           | 16         | 15         | +1         | 1.400  |
| 1932 | 6           | 2           | 0           | 4           | 11         | 18         | −7         | 0.667  |
| 1933 | 5           | 2           | 0           | 3           | 12         | 12         | 0          | 0.800  |
| 1934 | 7           | 3           | 2           | 2           | 15         | 15         | 0          | 1.143  |
| 1935 | 6           | 1           | 2           | 3           | 10         | 21         | −11        | 0.667  |
| 1936 | 5           | 1           | 1           | 3           | 9          | 15         | −6         | 0.600  |
| 1937 | 6           | 0           | 0           | 6           | 1          | 19         | −18        | 0.000  |
| 1938 | 6           | 3           | 0           | 3           | 10         | 18         | −8         | 1.000  |
| 1939 | 7           | 1           | 0           | 6           | 9          | 28         | −17        | 0.286  |
| 1940 | 3           | 0           | 0           | 3           | 2          | 21         | −19        | 0.000  |
| 1941 | 1           | 0           | 0           | 1           | 0          | 6          | −6         | 0.000  |
| 1943 | 2           | 0           | 1           | 1           | 1          | 4          | −3         | 0.500  |
|      |             |             |             |             |            |            |            |        |
| 1945 | 2           | 0           | 0           | 2           | 3          | 13         | −10        | 0.000  |
| 1946 | 3           | 0           | 0           | 3           | 2          | 24         | −22        | 0.000  |
| 1947 | 5           | 0           | 1           | 4           | 6          | 20         | −14        | 0.200  |
| 1948 | 5           | 0           | 1           | 4           | 2          | 10         | −8         | 0.200  |
| 1949 | 7           | 1           | 2           | 4           | 6          | 21         | −15        | 0.571  |
| 1950 | 5           | 2           | 0           | 3           | 9          | 10         | −1         | 0.800  |
| 1951 | 7           | 0           | 2           | 5           | 9          | 23         | −14        | 0.286  |
| 1952 | 8           | 4           | 0           | 4           | 18         | 28         | −10        | 1.000  |
| 1953 | 6           | 0           | 2           | 4           | 9          | 23         | −14        | 0.333  |
| 1954 | 5           | 0           | 1           | 4           | 5          | 23         | −18        | 0.200  |
| 1955 | 6           | 0           | 0           | 6           | 4          | 28         | −24        | 0.000  |
| 1956 | 6           | 1           | 1           | 4           | 5          | 19         | −14        | 0.500  |
| 1957 | 10          | 2           | 0           | 8           | 10         | 39         | −29        | 0.400  |
| 1958 | 4           | 0           | 0           | 4           | 4          | 16         | −14        | 0.000  |
| 1959 | 7           | 1           | 0           | 6           | 10         | 24         | −14        | 0.286  |
| 1960 | 6           | 1           | 0           | 5           | 9          | 20         | −11        | 0.333  |
| 1961 | 6           | 1           | 0           | 5           | 7          | 24         | −17        | 0.333  |
| 1962 | 3           | 0           | 0           | 3           | 2          | 11         | −9         | 0.000  |
| 1963 | 5           | 1           | 2           | 2           | 3          | 12         | −9         | 0.800  |
| 1964 | 7           | 3           | 0           | 4           | 8          | 16         | −8         | 0.857  |
| 1965 | 8           | 2           | 1           | 5           | 12         | 22         | −10        | 0.625  |
| 1966 | 7           | 2           | 2           | 3           | 5          | 10         | −5         | 0.857  |
| 1967 | 11          | 1           | 3           | 7           | 7          | 21         | −14        | 0.455  |
| 1968 | 6           | 0           | 0           | 6           | 5          | 27         | −22        | 0.000  |
| 1969 | 9           | 3           | 1           | 5           | 13         | 26         | −13        | 0.778  |
| 1970 | 7           | 0           | 3           | 4           | 4          | 12         | −8         | 0.429  |
| 1971 | 7           | 0           | 2           | 5           | 2          | 17         | −15        | 0.286  |
| 1972 | 8           | 2           | 3           | 3           | 6          | 13         | −7         | 0.875  |
| 1973 | 7           | 1           | 1           | 5           | 4          | 21         | −17        | 0.429  |
| 1974 | 6           | 1           | 2           | 3           | 7          | 12         | −5         | 0.667  |
| 1975 | 7           | 0           | 3           | 4           | 6          | 14         | −8         | 0.429  |
| 1976 | 9           | 4           | 0           | 5           | 13         | 22         | −9         | 0.889  |
| 1977 | 8           | 2           | 1           | 5           | 6          | 16         | −10        | 0.625  |
| 1978 | 8           | 2           | 1           | 5           | 10         | 24         | −14        | 0.625  |
| 1979 | 16          | 3           | 7           | 6           | 14         | 17         | −3         | 0.813  |
| 1980 | 12          | 1           | 3           | 8           | 7          | 28         | −21        | 0.417  |
| 1981 | 9           | 3           | 0           | 6           | 10         | 26         | −16        | 0.667  |
| 1982 | 9           | 2           | 2           | 5           | 13         | 20         | −7         | 0.667  |
| 1983 | 13          | 0           | 3           | 10          | 7          | 30         | −23        | 0.231  |
| 1984 | 12          | 2           | 2           | 8           | 9          | 23         | −14        | 0.500  |
| 1985 | 10          | 1           | 2           | 7           | 8          | 18         | −10        | 0.400  |
| 1986 | 14          | 4           | 4           | 6           | 11         | 17         | −6         | 0.857  |
| 1987 | 10          | 2           | 0           | 8           | 8          | 22         | −14        | 0.400  |
| 1988 | 13          | 3           | 5           | 5           | 12         | 15         | −3         | 0.846  |
| 1989 | 13          | 2           | 4           | 7           | 8          | 21         | −13        | 0.615  |
| 1990 | 9           | 2           | 5           | 2           | 8          | 13         | −5         | 1.000  |
| 1991 | 7           | 1           | 3           | 3           | 5          | 8          | −3         | 0.714  |
| 1992 | 9           | 0           | 4           | 5           | 6          | 14         | −8         | 0.444  |
| 1993 | 15          | 4           | 4           | 7           | 16         | 19         | −3         | 0.800  |
| 1994 | 14          | 4           | 3           | 7           | 21         | 17         | +4         | 0.786  |
| 1995 | 10          | 3           | 2           | 5           | 12         | 18         | −6         | 0.800  |
| 1996 | 11          | 1           | 4           | 6           | 9          | 17         | −8         | 0.545  |
| 1997 | 10          | 4           | 3           | 3           | 13         | 13         | 0          | 1.100  |
| 1998 | 10          | 3           | 4           | 3           | 10         | 9          | +1         | 1.000  |
| 1999 | 10          | 2           | 3           | 5           | 15         | 18         | −3         | 0.700  |
| 2000 | 14          | 6           | 3           | 5           | 15         | 17         | −2         | 1.071  |
| 2001 | 13          | 7           | 4           | 2           | 24         | 12         | −12        | 1.385  |
| 2002 | 11          | 5           | 1           | 5           | 15         | 13         | +2         | 1.000  |
| 2003 | 14          | 7           | 3           | 4           | 19         | 15         | +4         | 1.214  |
| 2004 | 13          | 5           | 1           | 7           | 17         | 17         | 0          | 0.846  |
| 2005 | 13          | 6           | 2           | 5           | 22         | 19         | +3         | 1.077  |
| 2006 | 12          | 3           | 6           | 3           | 11         | 10         | +1         | 1.000  |
| 2007 | 10          | 3           | 5           | 2           | 6          | 5          | +1         | 1.100  |
| 2008 | 9           | 2           | 2           | 5           | 9          | 14         | −5         | 0.667  |
| 2009 | 11          | 4           | 2           | 5           | 13         | 18         | −5         | 0.909  |
| 2010 | 9           | 3           | 1           | 5           | 13         | 11         | +2         | 0.778  |
| 2011 | 10          | 3           | 2           | 5           | 10         | 15         | −5         | 0.800  |
| 2012 | 10          | 5           | 3           | 2           | 18         | 14         | +4         | 1.300  |
| 2013 | 12          | 5           | 3           | 4           | 14         | 14         | 0          | 1.083  |
| 2014 | 10          | 3           | 3           | 4           | 11         | 11         | 0          | 0.900  |
| 2015 | 9           | 3           | 3           | 3           | 6          | 7          | −1         | 1.000  |
| 2016 | 11          | 0           | 2           | 9           | 4          | 22         | −18        | 0.182  |
| 2017 | 11          | 4           | 4           | 3           | 12         | 11         | +1         | 1.091  |
| 2018 | 11          | 7           | 1           | 3           | 14         | 6          | +8         | 1.363  |
| 2019 | 12          | 7           | 0           | 5           | 18         | 12         | +6         | 1.167  |
| 2020 | 8           | 5           | 0           | 3           | 10         | 10         | 0          | 1.250  |
| 2021 | 15          | 4           | 3           | 8           | 13         | 19         | -6         | 0.733  |
| 2022 | 10          | 2           | 5           | 3           | 11         | 11         | 0          | 0.900  |
| 2023 | 12          | 6           | 0           | 6           | 18         | 13         | +5         | 1.000  |
| 2024 | 10          | 1           | 1           | 8           | 9          | 24         | -15        | 0.300  |

Finse voetbalbond · A-internationals · Bondscoaches · Statistieken · Fins vrouwenelftal · Olympisch elftal · Finland U21 · Finland U20 · Finland U19 · Finland U18 · Finland U17 · Finland U16
1911 – 1919 ·
1920 – 1929 ·
1930 – 1939 ·
1940 – 1949 ·
1950 – 1959 ·
1960 – 1969 ·
1970 – 1979 ·
1980 – 1989 ·
1990 – 1999 ·
2000 – 2009 ·
2010 – 2019 ·
2020 − 2029
EK 2020
OS 1912 ·
OS 1936 ·
OS 1952 ·
OS 1980
1911 · 
1912 · 
1913 · 
1914 · 
1915 · 1916 · 1917 · 1918 · 
1919 · 
1920 · 
1921 · 
1922 · 
1923 · 
1924 · 
1925 · 
1926 · 
1927 · 
1928 · 
1929 · 
1930 · 
1931 · 
1932 · 
1933 · 
1934 · 
1935 · 
1936 · 
1937 · 
1938 · 
1939 · 
1940 · 
1941 · 
1942 · 
1943 · 
1944 · 
1945 · 
1946 · 
1947 · 
1948 · 
1949 · 
1950 · 
1952 · 
1952 · 
1953 · 
1954 · 
1955 · 
1956 · 
1957 · 
1958 · 
1959 · 
1960 · 
1961 · 
1962 · 
1963 · 
1964 · 
1965 · 
1966 · 
1967 · 
1968 · 
1969 · 
1970 · 
1971 · 
1972 · 
1973 · 
1974 · 
1975 · 
1976 · 
1977 · 
1978 · 
1979 · 
1980 · 
1981 · 
1982 · 
1983 · 
1984 · 
1985 · 
1986 · 
1987 · 
1988 · 
1989 · 
1990 · 
1991 · 
1992 · 
1993 · 
1994 · 
1995 · 
1996 · 
1997 · 
1998 · 
1999 · 
2000 · 
2001 · 
2002 · 
2003 · 
2004 · 
2005 · 
2006 · 
2007 · 
2008 · 
2009 · 
2010 · 
2011 · 
2012 · 
2013 · 
2014 · 
2015 · 
2016 · 
2017 · 
2018 ·
2019 ·
2020
Albanië ·
Algerije ·
Andorra ·
Armenië ·
Azerbeidzjan ·
Bahrein ·
Barbados ·
België ·
Bermuda ·
Bolivia ·
Bosnië en Herzegovina ·
Brazilië ·
Bulgarije ·
Canada ·
Chili ·
China ·
Colombia ·
Costa Rica ·
Cyprus ·
Denemarken ·
DDR ·
(West-)Duitsland ·
Ecuador ·
Egypte ·
Engeland ·
Estland ·
Faeröer ·
Frankrijk ·
Georgië ·
Griekenland ·
Honduras ·
Hongarije ·
Ierland ·
IJsland ·
India ·
Irak ·
Israël ·
Italië ·
Japan ·
Jemen ·
Joegoslavië ·
Jordanië ·
Kameroen ·
Kazachstan ·
Koeweit ·
Kosovo ·
Kroatië ·
Letland ·
Liechtenstein ·
Litouwen ·
Luxemburg ·
Maleisië ·
Malta ·
Marokko ·
Mexico ·
Moldavië ·
Montenegro ·
Nederland ·
Noord-Ierland ·
Noord-Korea ·
Noord-Macedonië ·
Noorwegen ·
Oekraïne · 
Oman ·
Oostenrijk ·
Peru ·
Polen ·
Portugal ·
Qatar ·
Roemenië ·
Rusland ·
San Marino ·
Saoedi-Arabië ·
Schotland ·
Servië ·
Servië en Montenegro ·
Singapore ·
Slovenië ·
Slowakije ·
Sovjet-Unie ·
Spanje ·
Thailand ·
Trinidad en Tobago ·
Tsjechië ·
Tsjecho-Slowakije ·
Tunesië ·
Turkije ·
Uruguay ·
Verenigde Arabische Emiraten ·
Verenigde Staten ·
Wales ·
Wit-Rusland ·
Zuid-Korea ·
Zweden ·
Zwitserland
België (2021) · 
Denemarken (2021) · 
Rusland (2021)
 Albanië ·  Andorra ·  Armenië ·  Azerbeidzjan ·  België ·  Bosnië en Herzegovina ·  Bulgarije ·  Cyprus ·  Denemarken ·  Duitsland ·  Engeland ·  Estland ·  Faeröer ·  Finland ·  Frankrijk ·  Georgië ·  Gibraltar ·  Griekenland ·  Hongarije ·  Ierland ·  IJsland ·  Israël ·  Italië ·  Kazachstan ·  Kosovo ·  Kroatië ·  Letland ·  Liechtenstein ·  Litouwen ·  Luxemburg ·  Malta ·  Moldavië ·  Montenegro ·  Nederland ·  Noord-Ierland ·  Noord-Macedonië ·  Noorwegen ·  Oekraïne ·  Oostenrijk ·  Polen ·  Portugal ·  Roemenië ·  Rusland ·  San Marino ·  Schotland ·  Servië ·  Slovenië ·  Slowakije ·  Spanje ·  Tsjechië ·  Turkije ·  Wales ·  Wit-Rusland ·  Zweden ·  Zwitserland
 Bohemen ·  Bohemen en Moravië ·  Duitse Democratische Republiek ·  Ierland ·  Joegoslavië ·  Servië en Montenegro ·  Tsjecho-Slowakije ·  GOS ·  Saarland ·  Sovjet-Unie